# Mohammed Raja Abdullah Al-Hussaini Al Sharif
Mohammed Raja Abdullah Al-Hussaini Al Sharif  (arabisch محمد بن رجاء الحسيني الشريف, DMG Muḥammad b. Raǧāʾ al-Ḥusainī aš-Šarīf; bl. 1998–2013) ist ein saudischer Diplomat.

## Werdegang
Von 17. August 1998 bis 2005 war er Botschafter in Ottawa.
William Sampson (* 17. April 1959; † 28. März 2012) war ein britisch/kanadischer Staatsbürger, der in Riad als Beratender Ingenieur arbeitete. Am 17. Dezember 2000 wurde er verhaftet und verdächtigt, an einem Selbstmordattentat, bei dem am 8. November 2000 mit einem Sprengstoff beladenen LKW westlich von Riad 17 Menschen getötet und 122 verletzt wurden, darunter 36 Kinder, beteiligt zu sein. Er war zwei Jahre und sieben Monate inhaftiert. Sampson erschien im saudi-arabischen Fernsehen und bekannte sich zu dem Bombenanschlag. Sampson gab an später, dass er Folter ausgesetzt war. Er wurde zum Tod verurteilt.  Am 8. August 2003 wurde er freigelassen und durfte Saudi-Arabien mit mehreren seiner Mitangeklagten verlassen.
Am 25. September 2003 hatte Al-Hussaini Al Sharif in Ottawa erklärt, dass die Gesetze des Königreichs Saudi-Arabien Folter in allen ihren Formen und Motiven verbieten würde. Er widersprach der Behauptung, William Sampson sei während seiner Festnahme im Königreich gefoltert worden sei. Er betonte, dass das Königreich der UN-Antifolterkonvention beigetreten sei.
Von 3. Februar 2009 bis 16. Mai 2013 war er Botschafter in Ankara und zeitgleich mit Sitz in Ankara auch in Baku (Aserbaidschan) als Botschafter akkreditiert.
Von 22. September 2013 bis November 2015 war er Botschafter der Arabischen Liga in Washington, D.C.
| Vorgänger                   | Amt                                                           | Nachfolger                                 |
| --------------------------- | ------------------------------------------------------------- | ------------------------------------------ |
| Ridha Mohamad Abbas Mokhtar | Saudiarabischer Botschafter in Ottawa 1998–2005               | Abdulaziz Bin Hussein Al-Sowayegh          |
| Naji Sadiq al Mufti         | Saudiarabischer Botschafter in Ankara 2009–2013               | Adel bin Siraj Mirdad                      |
| Hussein Hassouna            | Botschafter der Arabischen Liga in Washington, D.C. 2013–2015 | 15. November 2015:Salah Ahmed Hamed Sarhan |